# Gambiai labdarúgó-bajnokság (első osztály)
A GFA League First Division a gambiai labdarúgó bajnokságok legfelsőbb osztályának elnevezése. 1969-ben alapították és 10 csapat részvételével zajlik. A bajnok a bajnokok Ligájában indulhat.

## A 2012-es bajnokság résztvevői
- Armed Forces (Banjul)
- Bakau United (Bakau)
- Brikama United (Brikama)
- Gambia Ports Authority (Banjul)
- GAMTEL (Banjul)
- Hawks (Banjul)
- Real de Banjul (Banjul)
- Samger (Kanifing)
- Serrekunda United (Serrekunda)
- Steve Biko (Bakau)
- Wallidan (Banjul)
- Young Africans  (Banjul)

## Az eddigi bajnokok
| - 1969/70 : Wallidan (Banjul) - 1970/71 : Wallidan (Banjul) - 1971/72 : ismeretlen - 1972/73 : Gambia Ports Authority (Banjul) - 1973/74 : Wallidan (Banjul) - 1974/75 : Real de Banjul - 1975/76 : Wallidan (Banjul) - 1976/77 : Wallidan (Banjul) - 1977/78 : Real de Banjul - 1978/79 : Wallidan (Banjul) - 1979/80 : Starlight Banjul - 1980/81 : Starlight Banjul - 1981/82 : Gambia Ports Authority (Banjul) - 1982/83 : Real de Banjul - 1983/84 : Gambia Ports Authority (Banjul) | - 1984/85 : Wallidan (Banjul) - 1985/86 : ismeretlen - 1986/87 : ismeretlen - 1987/88 : Wallidan (Banjul) - 1988/89 : nem fejeződött be - 1989/90 : ismeretlen - 1990/91 : nem volt bajnokság - 1991/92 : Wallidan (Banjul) - 1992/93 : Hawks (Banjul) - 1993/94 : Real de Banjul - 1994/95 : Wallidan (Banjul) - 1995/96 : Hawks (Banjul) - 1996/97 : Real de Banjul - 1997/98 : Real de Banjul - 1998/99 : Gambia Ports Authority (Banjul) | - 1999/00 : Real de Banjul - 2000/01 : Wallidan (Banjul) - 2001/02 : Wallidan (Banjul) - 2002/03 : Armed Forces (Banjul) - 2003/04 : Wallidan (Banjul) - 2005 : Wallidan (Banjul) - 2006 : Gambia Ports Authority (Banjul) - 2007 : Real de Banjul - 2008 : Wallidan (Banjul) - 2009 : Armed Forces (Banjul) - 2010 : Gambia Ports Authority (Banjul) - 2011 : Brikama United (Brikama) - 2012 : Real de Banjul |

## Bajnoki címek eloszlása
| Klub                   | Város   | Bajnoki címek | Utolsó |
| ---------------------- | ------- | ------------- | ------ |
| Wallidan               | Banjul  | 15            | 2008   |
| Real de Banjul         | Banjul  | 9             | 2012   |
| Gambia Ports Authority | Banjul  | 6             | 2010   |
| Hawks                  | Banjul  | 2             | 1996   |
| Starlight Banjul       | Banjul  | 2             | 1981   |
| Armed Forces           | Banjul  | 2             | 2009   |
| Brikama United         | Brikama | 1             | 2011   |

## Külső hivatkozások
- Információk Archiválva 2016. március 3-i dátummal a Wayback Machine-ben a FIFA honlapján
- Információk az RSSSF honlapján